# 袁立翔
袁立翔（Yuen Lap Cheung，1987年3月1日—），是從愛爾蘭回流的香港足球員，司職前鋒。現時效力香港甲組足球聯賽球隊公民足球隊。

## 足球生涯
袁立翔從小已對足球滿有興趣，於中學三年級時遠赴愛爾蘭升學，同時深造足球技術。
在2003年，因袁立翔在學界比賽表現出色，獲得當地一間地區球會 杜拉摩爾賞識，獲邀加盟並擔任正選前鋒，參與當地地區聯賽。
2009年，袁立翔返回香港繼續學業，其後於2010年加盟首次升上香港甲組足球聯賽角逐的新界地區球隊屯門。
2010年9月19日，屯門作客以 3–1 反勝大中的甲組聯賽，袁立翔正選上陣並為球隊扳平，取得在甲組的首個入球，並且成為屯門升上甲組後，第一位取得入球的華人球員。
2010年12月18日，屯門主場再戰大中，袁立翔於下半場7分鐘射入一球「世界波」。，協助屯門勝出全取三分
2011年4月24日，袁立翔於作客晨曦一戰上半場十一分鐘先開紀錄，取得他在甲組的第三個入球。
2011年4月30日，袁立翔於屯門主場迎戰公民一戰上半場二十二分鐘為球隊追平成 1–1，取得在甲組的第四球。
2011年5月23日，甲組聯賽煞科戰，屯門在四名塞爾維亞外援缺陣的情況下以 1–7 大敗於和富大埔腳下，袁立翔在下半場 29 分鐘為球會攻入破蛋一球，這也是他在甲組聯賽取得的第五個入球，他亦成為屯門在首個球季的球隊最佳射手。
然而，在2011–12年球季，隨著馬高遜、葉子俊、凌琮等前鋒加盟屯門。，袁立翔上陣機會大為減少，全季未有取得入球
2012–13年球季，袁立翔轉投在香港乙組足球聯賽角逐的另一支新界西地區球隊元朗，並取得六球入球，協助球隊勇奪乙組聯賽以及初級組銀牌冠軍升班。
2016年8月25日，公民作客澳門友賽澳門足球代表隊，憑袁立翔射入全場唯一入球以 1–0 小勝對手。

## 外部連結
- 元朗足球隊官方網頁
- 香港足球總會網頁球員註冊資料（页面存档备份，存于）